# Semecarpus kraemeri
Semecarpus kraemeri är en sumakväxtart som beskrevs av Carl Karl Adolf Georg Lauterbach. Semecarpus kraemeri ingår i släktet Semecarpus och familjen sumakväxter. Inga underarter finns listade i Catalogue of Life.